# Maurice Buffet
 (janvier 2020).
Pour les articles homonymes, voir Buffet.
Maurice-Armand Buffet (1909-2000) est un artiste plasticien français.

## Biographie
Maurice Buffet est né aux Sables-d'Olonne en 1909 de parents vendéens. Sa famille s'installe à Coulombs (Eure-et-Loir) où son père, Hippolyte Buffet, dirige une minoterie. Il y vit de ses dix à treize ans. Son père devient ensuite agent d'assurances à Chartres.   
Il étudie au collège Rotrou de Dreux. Son condisciple, Raymond Bussières, lui prête ses premiers tubes de peinture.
Il étudie l'art du vitrail à Chartres chez Charles Lorin. À Paris, il est dessinateur-maquettiste chez le maître verrier Jacques Grüber. Il exécute des vitraux et des projets de glaces décoratives pour le paquebot Île-de-France.
Il devient l'ami du fils de Jacques Grüber, Francis Gruber et avec Max Ingrand. Il fréquente Montparnasse, il fait la connaissance de Soutine, de Kisling et des peintres de la brasserie Le Select.
De 1927 à 1929, il étudie à l'École nationale supérieure des arts décoratifs, puis à l'École nationale supérieure des beaux-arts de Paris (Atelier d'André Devambez), où il obtient des diplômes.
En 1929, Maurice Buffet expose au Salon des artistes français Ma sœur (buste plâtre patiné).
En 1934, il crée un atelier de vitrail à Tours.
En 1937, il se fixe à Sèvres, où son épouse, professeur agrégée d'anglais, est nommée.
Il est fait prisonnier en juin 1940, s'évade, et passe en zone libre à Lyon. Il y reste 18 mois. Devenu clandestin, il peut se consacrer pleinement à la peinture.
En 1946, à la galerie Carmine, il présente sa première exposition personnelle. Elle est bien accueillie par le public et les critiques, et particulièrement, auprès de Gertrude Stein. Sa peinture intéresse d'autres peintres, qui l'invitent dans divers groupes, tels la Poésie du Réel, la Réalité Poétique, Les Trois Dimensions (Durand-Ruel).
Il publie un album de lithographies sur la cathédrale Notre-Dame de Chartres (alors dépouillée de ses vitraux). C'est un ouvrage en tirage limité (100 exemplaires), sur presse à bras chez Lucien Détruit. Vue sous un jour différent, la cathédrale est magnifiée. Il expose dans diverses galeries parisiennes.
En 1948, Bernard Buffet fait son entrée dans le monde de la peinture : Maurice Buffet doit renoncer aux galeries parisiennes. Doit-il changer de nom alors qu'il est déjà connu ?
Il persiste : il se consacre à l'étude de la nature le temps de se dégager de toute influence et d'approfondir sa vision du réel. Il ouvre un magasin d'antiquités rue Saint-Sulpice ; il se spécialise dans la Haute Époque. 
En 1954, la ville de Paris lui achète plusieurs toiles. Il est nommé sociétaire au Salon d'automne.
En 1955, il participe au salon Les Grands et les Jeunes d'aujourd'hui et obtient sa Première mention au Grand prix de la Ville de Paris.
En 1958, il devient sociétaire de la Société nationale des beaux-arts, puis vice-président de la section Peinture. L'État lui achète ses œuvres, notamment une toile exposée chez Paul Durand-Ruel, pour le Palais de Tokyo.
En 1959, il obtient le Grand prix du conseil général de Seine-et-Oise pour sa toile Auberge de la Tête noire à Bellevue. En octobre, il présente La Cité du Pétrole au Musée Galliera, dans l'exposition à l'initiative de la société Shell-Berre qui veut fêter le centenaire du premier forage pétrolier moderne.
En 1960, il réalise une exposition particulière dans le cadre des Fêtes Mariales à Chartres, consacrée aux vitraux de la cathédrale Murs de lumière, et expose chez Terres Latines, où il exposera régulièrement durant tous les salons de cette manifestation.
En 1961, l'exposition Murs de lumière va à New York (Vera Lazuk Gallery). Elle suscite l'enthousiasme du public. Il oriente sa carrière vers les États-Unis ; plusieurs marchands américains lui font des achats réguliers. À Paris, il renonce à une exposition particulière, à cause de son homonymie avec Bernard Buffet. Les expositions se succèdent aux États-Unis, chez Sagitarius Gallery à Dallas, et Galerie Barbizon à New York.
En 1962, il fait une exposition particulière Terres de Soleil à la Galerie Française à Cannes.
En 1964 : Grand Prix de l'automobile (Le Mans)
En 1965, il expose à la Galerie Barbizon de New York.
Maurice Buffet voyage en Italie : Bomarzo, les lacs italiens, Venise et la Guidecca qui sont pour lui un choc créateur.
En 1966, dans la galerie Ror Volmar à Paris, il montre ses œuvres sur le thème Les Paradis Perdus. Les critiques sont bonnes : il peut y avoir deux Buffet, mais pour le public, le prénom reste à faire. Il reçoit le Grand Prix Signatures (Réalité poétique)
En 1967, il expose à la Biennale des Arts à Cannes et reçoit le Prix Michel-Ange.
En 1968, il participe à au Salon des peintres témoins de leur temps. Il en fera partie chaque année.
En 1969, il participe à plusieurs expositions : Galerie Mirage à Montpellier, Galerie du Beffroy à Fougères, galerie Reflets à Bruxelles.
En 1970, il expose à la galerie Manuel Rudolf à Berne.
En 1971, Maurice Buffet vit désormais de sa peinture. Il participe à la plupart des salons d'Île-de-France (Juvisy, Colombes, Vanves, Viroflay, Saint-Maur, Sceaux, Versailles, Antony, Vélizy). Il y est fréquemment membre du jury. 
En 1977, il reçoit le prix Puvis de Chavannes de la Société Nationale des Beaux arts.
En 1980, il est invité d'honneur à la maison de la culture de Taverny. La mairie se porte acquéreur de la toile qui obtient le Grand Prix de l'exposition.
En 1981, il obtient un grand succès à l'exposition France-Japon à Tokyo et expose à la IIIème biennale d'Arts 28 à Dreux où il retrouve son ami de collège, l'acteur Raymond Bussières.
En 1989, il expose à la galerie du Lys Blanc à Paris et présente cinquante-trois toiles au Palais des Festivals de Saint-Jean-de-Monts, représentatives de ses recherches, notamment dans le cadre du surréalisme symbolique.
En 1990, son épouse Marcelle meurt à leur domicile de Sèvres. Il continue de peindre malgré son âge, très affecté par la mort de son épouse.
En 1992, il est invité d'honneur du Salon des Artistes Présents au Bourget.
En 1993, il est invité d'honneur au Salon de Sèvres (SEL).
Il est membre du salon Souvenir de Corot, créé en 1952 par André Dunoyer de Segonzac.
Il meurt à son domicile de Sèvres le 1er juin 2000.

En juin 2001, les œuvres trouvées dans son atelier après sa mort sont exposées à la galerie Rappin-Gabillet, à Paris.

« Les peintures de Maurice Buffet, un artiste qui mérite vraiment d'être reconnu comme un maître, constituent une magnifique redécouverte pour les professionnels et les amateurs. »

— Artcult (archives des news) , Maurice Buffet à la galerie Rappin-Gabillet 1er juillet 2001
.

## Prix et récompenses
- Première mention au Grand Prix de la Ville de Paris, 1955
- Grand Prix du conseil général de Seine-et-Oise, 1959
- Prix de l'Automobile (Le Mans), 1964
- Grand Prix de l'Île-de-France (section Lithographie), 1966
- Grand Prix "Signatures", 1966 (avec Les Cargos à Amsterdam
- Grand Prix Michel-Ange de la Biennale de Cannes, 1967
- Grand Prix Puvis de Chavannes (Nationale des Beaux Arts)
- Grand Prix du Salon de Taverny, 1979

## Musées et villes
Art Moderne (Palais de Tokyo), Mantes, Taverny, Juvisy, Sceaux, Nantes, Scelles (Allemagne), Francfort, Dortmund, Chartres, Dreux, Saint-Jean-de-Monts, Sèvres.

## Décorations
Chevalier du Mérite Culturel et Artistique[réf. nécessaire].